# Gare de La Barre - Ormesson
La gare de La Barre - Ormesson est une gare ferroviaire française de la ligne de Saint-Denis à Pontoise, située dans la commune de Deuil-la-Barre (département du Val-d'Oise), à la limite d'Enghien-les-Bains. Elle se situe à 10,4 km de la gare de Paris-Nord.
C'est une gare SNCF desservie par les trains du réseau Transilien Paris-Nord (ligne H).

## Situation ferroviaire
La gare de La Barre - Ormesson est située à l'ouest de la commune de Deuil-la-Barre à la limite de celle d'Enghien-les-Bains, à une faible distance de la route départementale 928, à l'est de la vallée de Montmorency.
Elle est l'une des deux gares de Deuil-la-Barre, la seconde étant la gare de Deuil - Montmagny au nord de la ville.
Établie à 43 m d'altitude, elle se situe au point kilométrique (PK) 10,380 de la ligne de Saint-Denis à Pontoise, ancien tronçon de la ligne de Paris-Nord à Lille avant l'ouverture du tronçon plus direct de Saint-Denis à Creil en 1859.
Elle se situe après la gare d'Épinay - Villetaneuse et précède la gare d'Enghien-les-Bains.

## Histoire
La ligne Paris - Lille fut ouverte le 20 juin 1846 par la Compagnie des chemins de fer du Nord. Cette ligne passait alors par la vallée de Montmorency avant de bifurquer vers le Nord-Est à Saint-Ouen-l'Aumône et de suivre la vallée de l'Oise. L'itinéraire actuel plus direct par la plaine de France et Chantilly n'a été mis en service qu'en 1859, n'accordant plus dès lors qu'un rôle de desserte secondaire à cet ancien itinéraire. La jonction Ermont – Valmondois via Saint-Leu-la-Forêt est ouverte en 1876, d'abord à voie unique, puis est doublée en 1889.
La halte de La Barre - Ormesson ouvre en 1891. Son nom vient du proche quartier de La Barre à Deuil, qui évoque un ancien octroi, tandis qu’Ormesson rappelle celui du château disparu, qui a donné son nom à la famille Lefèvre d'Ormesson, devenu un quartier d'Épinay-sur-Seine, d'Enghien-les-Bains et de Deuil-la-Barre.
Sur le réseau Nord, l'électrification arrive sur la ligne Paris – Lille via Creil le 9 décembre 1958 puis sur la ligne Paris – Bruxelles via Compiègne et Paris – Mitry – Crépy-en-Valois en 1963.
La modernisation de l'itinéraire Paris-Nord – Pontoise est alors lancée avec pour but d'améliorer les performances de cette ligne dont la fréquentation est en hausse constante avec l'urbanisation croissante de la banlieue Nord et de faire disparaître les locomotives à vapeur 141 TC tractant les robustes mais spartiates voitures de type Nord à la fin de 1970. En avril/mai 1969, la traction électrique est en service sur Paris – Pontoise et Pontoise – Creil accompagnée de la signalisation par block automatique lumineux. Puis finalement, c'est au tour de l'antenne Ermont - Eaubonne – Valmondois en décembre 1970.
En janvier 2016, d'importants travaux, pour un coût de onze millions d'euros, sont entrepris dans la gare afin de la rendre accessible à tous d'ici janvier 2017.

## Fréquentation
De 2015 à 2023, les estimations de la SNCF sont les suivantes :
| Année         | 2015      | 2016      | 2017      | 2018      | 2019      | 2020      | 2021      | 2022      | 2023      |
| ------------- | --------- | --------- | --------- | --------- | --------- | --------- | --------- | --------- | --------- |
| Fréquentation | 2 978 869 | 2 938 751 | 2 884 526 | 2 929 551 | 2 958 201 | 1 355 505 | 2 624 736 | 2 886 266 | 2 949 331 |

## La gare

### Accueil et services
En 2010, un guichet Transilien est ouvert du lundi au samedi de 6 h 00 à 1 h 20. Il dispose de boucles magnétiques pour personnes malentendantes.
Le nombre de voyageurs quotidiens se situait entre 2 500 et 7 500  en 2002.

### Desserte
La gare est desservie par les trains du réseau Transilien Paris-Nord (ligne H), à raison de quatre trains par heure.

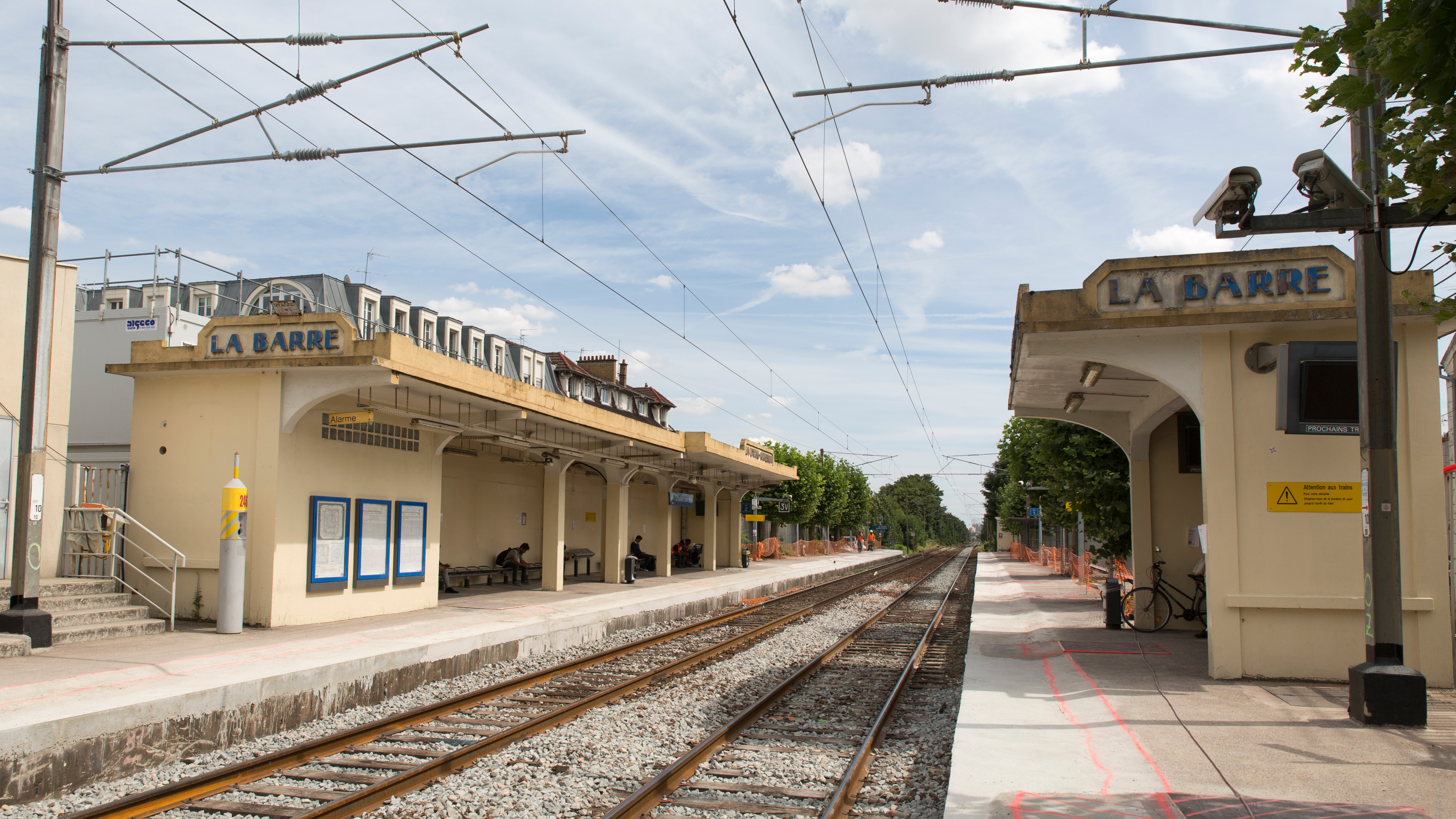
Les quais vus en direction de Paris.

Les trains sont généralement omnibus de Paris-Nord à Pontoise ou, en alternance, à Valmondois/Persan - Beaumont, et jusqu'à Saint-Leu, uniquement aux heures de pointe.
Le temps de trajet depuis Paris-Nord est de 13 minutes.

## Correspondances
La gare est desservie par les lignes 256, 337 et 356 du réseau de bus RATP et par la ligne 1515 du réseau de bus de la Vallée de Montmorency.

## Patrimoine ferroviaire
Les abris de quais en béton de style art-deco ont été conservés et rafraîchis lors de la modernisation de la gare. Ils portent le nom de la gare dans des caractères en relief.

## Galerie de photographies

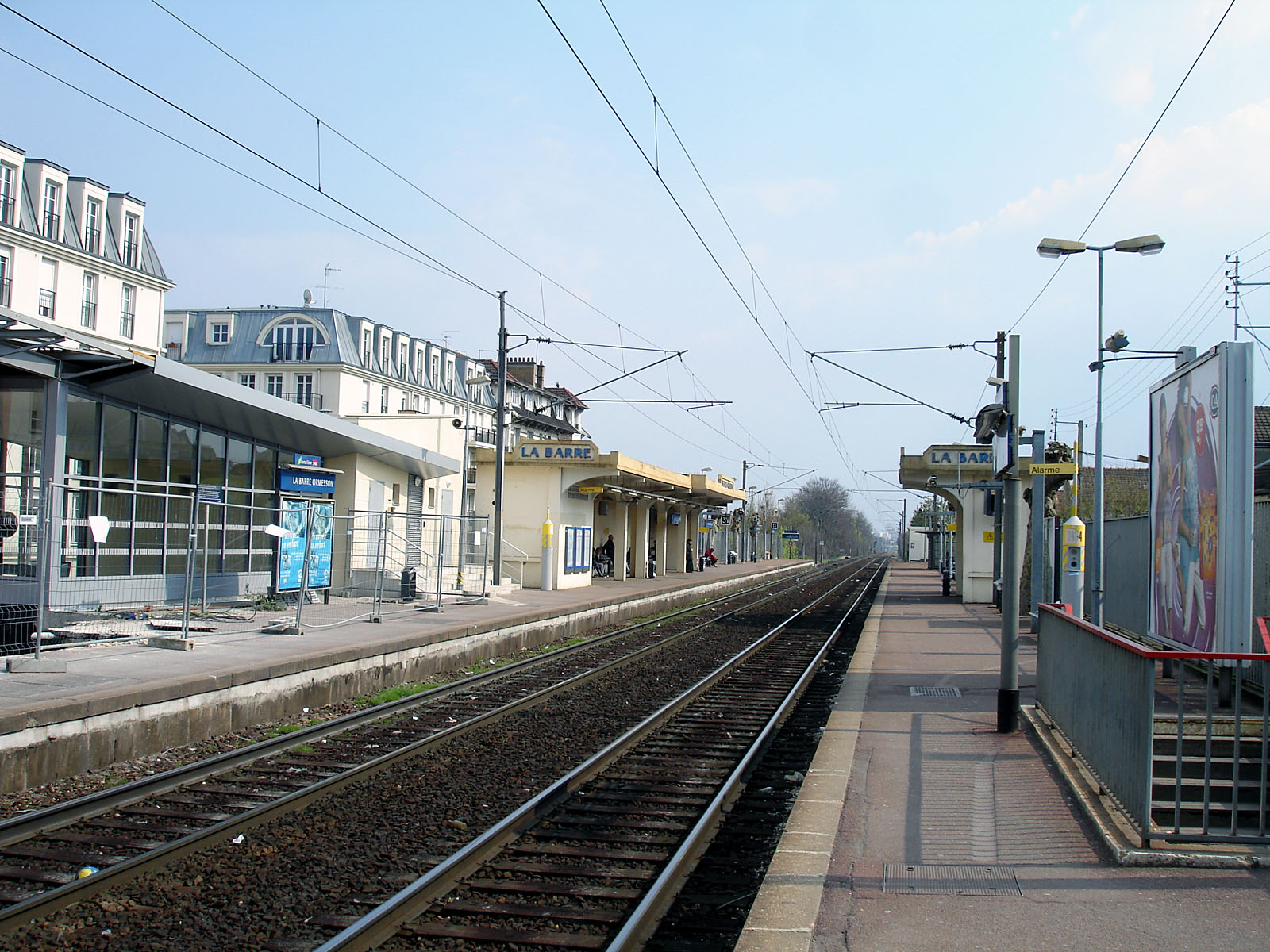
Les voies en direction de Paris-Nord.
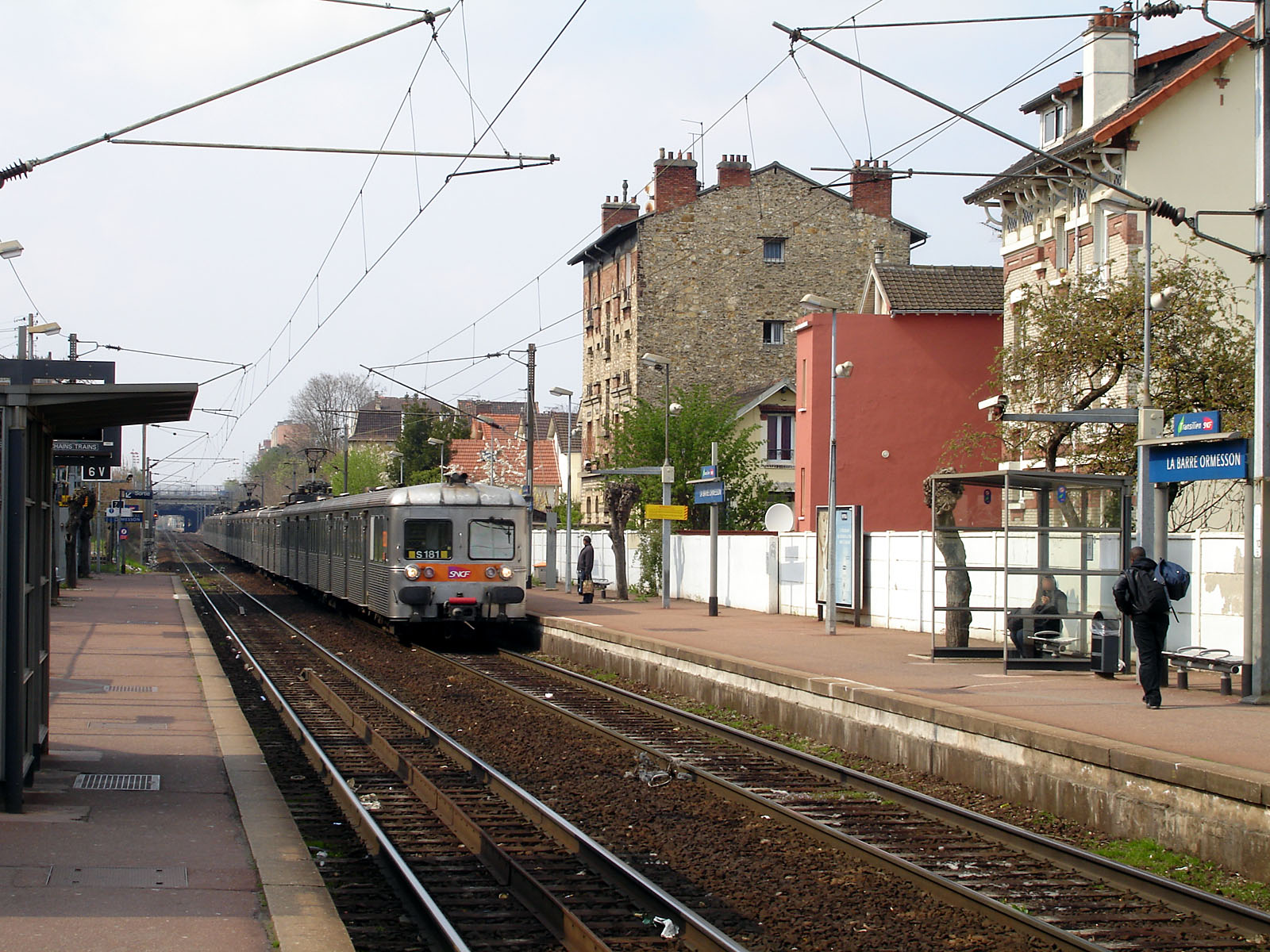
Une Z 6100 se dirige vers Paris-Nord.
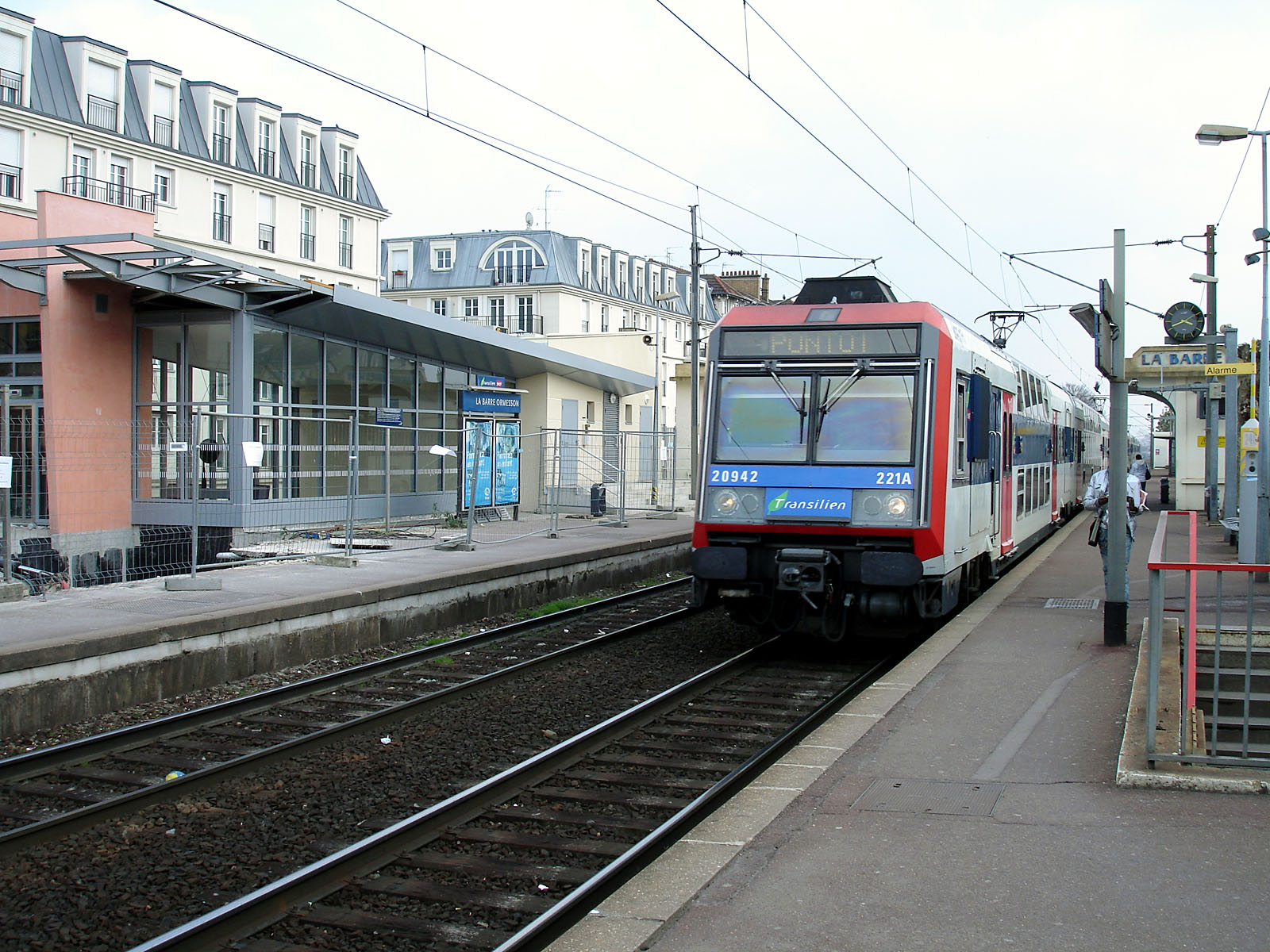
Une Z 20900 se dirige vers Pontoise.
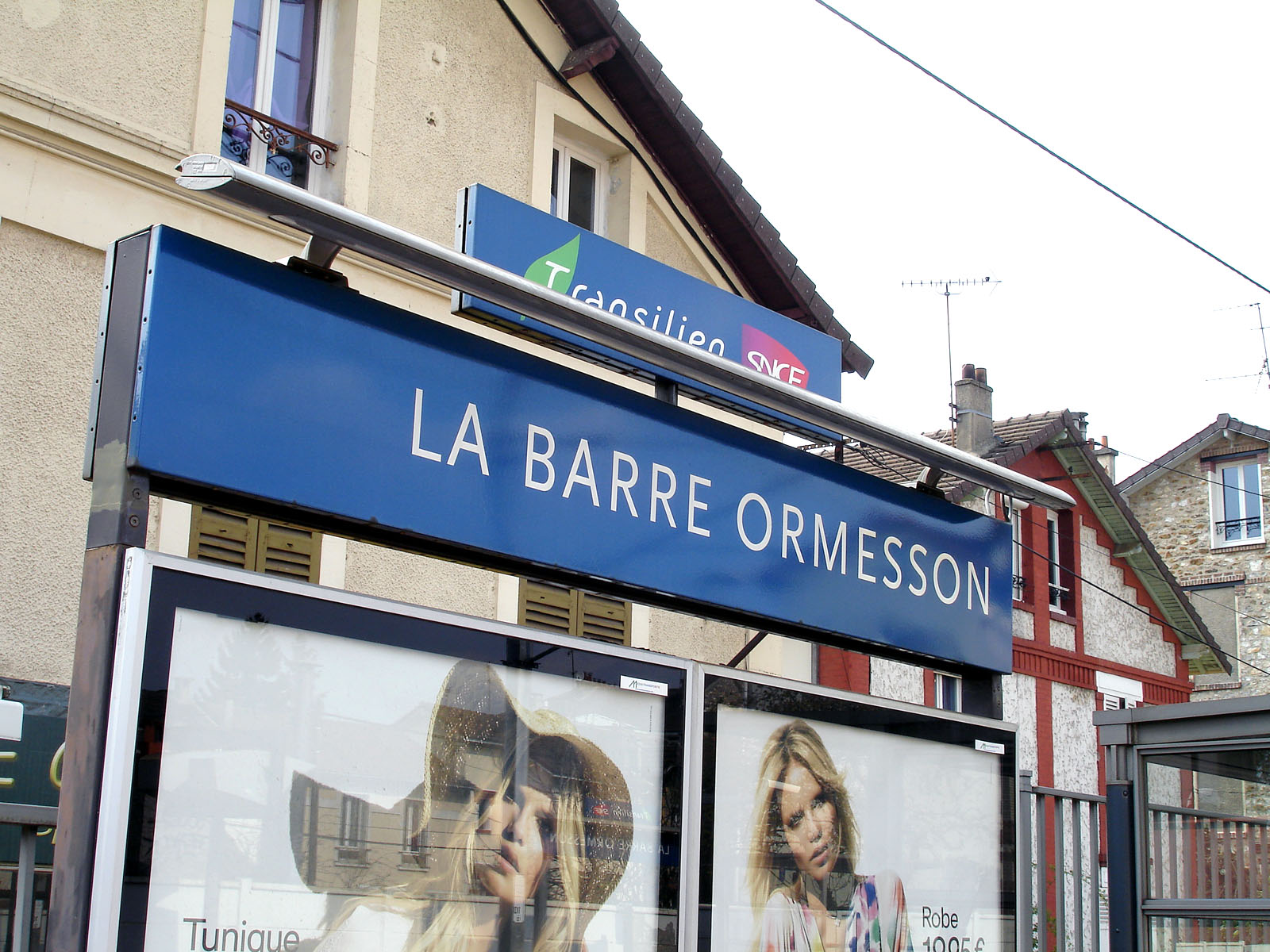
Panneau.